# Hypodryas mundata
Hypodryas mundata är en fjärilsart som beskrevs av Turati och Ruggero Verity 1910. Hypodryas mundata ingår i släktet Hypodryas och familjen praktfjärilar. Inga underarter finns listade i Catalogue of Life.